# Giselher Klebe
Giselher Wolfgang Klebe (n. 28 iunie 1925, Mannheim – d. 5 octombrie 2009, Detmold) a fost un compozitor de muzică cultă german. 
Klebe va primi deja ca și copil, lecții de vioară de la mama lui Gertrud Klebe, care era violonistă. În 1932 se mută familia lul la  München, unde el va urma cursurile școlii private Schönherrlschen. Din anul 1935 învață în gimnaziu la secția umană, primind mai departe ore de vioară. Familia se va muta în anul 1936 la Rostock, unde a găsit tatăl său o slujbă. În același an părinții lui Giselher se vor despărți, el va urma mama și sora lui la Berlin. În anii 1938 a început Klebe schițarea primelor sale compoziții muzicale, iar în 1940 începe un studiu muzical cu compoziții la violină și violă. 